# 9474 Cassadrury
9474 Cassadrury è un asteroide della fascia principale. Scoperto nel 1998, presenta un'orbita caratterizzata da un semiasse maggiore pari a 2,2868367 UA e da un'eccentricità di 0,1838929, inclinata di 5,02843° rispetto all'eclittica.